# ロジャー・ラヴ
ロジャー・ラヴ（英語: Roger Love）は、アメリカ合衆国のボイストレーナー、歌手。長女はソングライターのマディソン・ラヴ。

## 概要
14歳からボーカルコーチのセス・リッグスの元でボーカルテクニックについて学ぶ。16歳の時にリッグスがカナダでマスタークラスを教えるため6ヶ月間スタジオを離れることになったことから、その間のいくつかのレッスンの代役コーチを時給100ドルで持ちかけられ、ザ・ビーチ・ボーイズのブライアン・ウィルソンのレッスンを皮切りに、アース・ウィンド・アンド・ファイアー、ジャクソンズ、スティーヴィー・ワンダーなどのコーチを担当しキャリアをスタートさせる。これまでに数多くの歌手、俳優、スピーカーなどの指導をしており、アメリカで最も影響力のあるボーカルコーチの一人として知られている。日本人ではX JAPANと長年に渡り仕事をしており、Toshlのコーチの他、YOSHIKIの様々なプロジェクトに関わっている。

## 指導した主な著名人
- アース・ウィンド・アンド・ファイアー
- アル・ジャロウ
- アル・パチーノ
- アンジェリーナ・ジョリー
- アン・ヴォーグ
- イギー・ポップ
- ウィル・フェレル
- ウィルソン・フィリップス
- エミネム
- カーリー・レイ・ジェプセン
- キーラ・ナイトレイ
- ザ・キラーズ
- ケイティ・フィッツジェラルド
- グウェン・ステファニー
- クヮヴェンジャネ・ウォレス
- コリー・モンティス
- コリン・ファレル
- サイモン・シネック（英語版）
- サラ・ブライトマン
- ジェニファー・ローレンス
- ジェフ・ブリッジス
- シカゴ
- ジャコビー・シャディックス
- ジャクソンズ
- ジョー・エリオット
- ジョナス・ブラザーズ
- ジョン・メイヤー
- シンデレラ
- スコーピオンズ
- スティーヴ・カレル
- セレーナ・ゴメス
- ゾーイ・サルダナ
- タイラ・バンクス
- ダニエル・パウター
- テイキング・バック・サンデイ
- デミ・ロヴァート
- Toshl
- TOTO
- トニー・ロビンズ
- ニコール・シャージンガー
- ハンソン
- ザ・ビーチ・ボーイズ
- ビリー・アイドル
- ビリー・コーガン
- フィッシュ
- フィフス・ディメンション
- ブルックス&ダン
- ブレンドン・バーチャード（英語版）
- ホアキン・フェニックス
- ポイズン
- ポール・ラッド
- ブラッドリー・クーパー
- マルーン5
- マルティナ・ステッセル
- マンディ・ムーア
- ミッシー・ヒギンズ（英語版）
- メイナード・ジェームス・キーナン
- モトリー・クルー
- リース・ウィザースプーン
- リサ・マリー・プレスリー
- ロブ・トーマス
- ロビー・ロバートソン

## 著書
- Set Your Voice Free, Little, Brown and Company, 1999, ISBN 978-0316441797
- Sing Like the Stars!, MTV, 2003, ISBN 978-0743484992
- ハリウッド・スタイル 実力派ヴォーカリスト養成術 (Sing Like the Stars!の邦訳), リットーミュージック,百瀬由美 訳, 高田三郎 監修, 2005, ISBN 978-4845612130
- Love Your Voice: Use Your Speaking Voice to Create Success, Self-Confidence, and Star-Like Charisma!, Hay House, 2007, ISBN 978-1401916923

## DVD
- Love To Sing, 2004

## 参加作品

### アルバム・曲
- Aja Daashuur 
  - Before the Beginning（2003, A&R)
- X Japan
  - Jealousy（1991, Vocal Coach, Vocal Producer, Backing Vocals "Desperate Angel")
  - Art Of Life（1993, Vocal Coach)
  - Dahlia（1996, Vocal Coach)
- ジェフ・バーリン
  - Champion（1985, Vocals "Champion (Of The World)")
- ジョン・メイヤー
  - Battle Studies（2009, Vocal Consultant)
  - Born and Raised（2012, Vocal Consultant)
- スティーヴィー・ニックス
  - Timespace - The Best Of Stevie Nicks（1991, Backing Vocals "Love's A Hard Game To Play")
- スージー・ハットン
  - Body And Soul（1991, Backing Vocals)
- デフ・レパード
  - Vault: Def Leppard Greatest Hits 1980-1995（1995, Backing Vocals "When Love & Hate Collide")
- ハンソン
  - Middle of Nowhere（1997, Vocal Director)
- ローリーン・ドライヴ
  - Romantic Wealth（2005, Vocal Coach)

### 映画
- Grandview, U.S.A. (1984, Performed "Nightpulse")
- I Married a Centerfold (1984, Vocal Consultant)
- ウォーク・ザ・ライン/君につづく道 (2005, Vocal Coach - Reese Witherspoon and Joaquin Phoenix)
- サウスランド・テイルズ (2006, Vocal Coach - Ms. Gellar)
- REPO! レポ (2008, Vocal Coach)
- クレイジー・ハート (2009, Vocal Coach - Jeff Bridges and Colin Farrell)
- はじまりのうた (2013, Vocal Coach - Keira Knightley)
- ANNIE/アニー (2014, Vocal Coach - Quvenzhané Wallis)
- アリー/ スター誕生 (2018, Vocal Coach - Bradley Cooper)

### テレビドラマ
- glee/グリー
- Scrubs〜恋のお騒がせ病棟